# Isla Madre de Dios
La isla Madre de Dios  está situada en el océano Pacífico en la región austral de Chile, al sur del golfo de Penas. Forma parte del archipiélago Madre de Dios. Tiene una superficie de 1042,9 km², que la convierten en la 15.ª isla mayor de Chile.
Administrativamente pertenece a la provincia de Última Esperanza de la Región de Magallanes y la Antártica Chilena.
Un decreto del Ministerio de Bienes Nacionales destinó las 123 mil hectáreas de la isla Madre de Dios a fines de conservación y desarrollo sustentable, debido a su importancia geológica, biológica y cultural.

## Ubicación
Mapa de la isla
Está situada frente al océano Pacífico. Se extiende 28 nmi en dirección N-S y 25 millas en su sector más ancho. Está quebrada por profundos senos. La isla tiene los siguientes límites: al norte, el canal Trinidad que la separa de las islas Mornington y Wellington, al este el canal Concepción, al sur el canal Oeste que la separa de la isla Duque de York y al oeste el océano Pacífico.
Al oeste de puerto Henry se encuentra el faro automático Tudor.

## Geología y orografía
Son una sucesión de tierras altas y barrancosas con numerosas cumbres y promontorios muy parecidos entre sí. Sus cabos y puntas terminan en forma abrupta. Lo anterior, unido al silencio y soledad del entorno hacen de estas islas y canales una de las regiones más bellas del planeta. 
Las costas son acantiladas y sus canales, en general son limpios y abiertos, donde hay escollos estos están invariablemente marcados por sargazos. Sus costas están quebradas y recortadas por profundos senos y esteros, dentro de los cuales se forman fondeaderos de emergencia, sólo en la costa oriental hay fondeaderos recomendables.
Existen alturas bastante notables que sirven para reconocer la entrada a los diferentes senos, canales o bahías. Estas están claramente indicadas en las respectivas cartas y derroteros de la región. En su extremo NW se encuentran los montes Tres Picos y Williams, el primero de 532 metros de altura. En el lado occidental los picos Lakes y Horn, el monte Organ Pipes de 700 metros, el pico Abril de 738 metros y los montes Soublette, Roberto y Tarleton. Hacia afuera de la costa exterior hay varios islotes y peligros.
Todo el archipiélago patagónico data de la época terciaria; es producto de la misma causa geológica que hizo aparecer primero la cordillera de la Costa y luego la de los Andes. En la edad glacial, tomó su aspecto actual siendo la continuación hacia el sur de la cordillera de la Costa.[cita requerida]
Es de origen ígneo por la clase de roca que lo constituye y por su relieve áspero e irregular, característico de las cadenas de erupción.[cita requerida]
Está surcada por un gran golfo en su costa occidental, llamado seno Barros Luco, lugar donde llegan embarcaciones que tras un día de navegación desde Puerto Natales alcanzan la isla. Es azotada por vientos que alcanzan los 200 km/h, y presenta precipitaciones de unos 8.000 mm anuales. El territorio de la isla es de caliza, bastante escarpado, y en él se han formado numerosas cavernas producto de la acción erosiva de las mareas y el viento. La cavidad más profunda llega a 370 metros, la más profunda descubierta en Chile. La isla está cubierta de bosque nativo, con especies típicas de la zona austral del país, como lengas y canelos.

## Climatología
La región es afectada continuamente por vientos del oeste y por el paso frecuente de sistemas frontales. Estos sistemas frontales se generan en la latitud 60° S, zona en la que confluyen masas de aire subtropical y masas de aire polar creando un cinturón de bajas presiones que forma los sistemas frontales.
Esta área tiene un clima que se conoce como “templado frío lluviosos” que se extiende desde la parte sur de la X Región de Los Lagos hasta el estrecho de Magallanes. Aquí se registran las máximas cantidades de precipitaciones, en isla Guarello se han alcanzado hasta 9.000 mm anuales.
La nubosidad atmosférica es alta, los días despejados son escasos. La amplitud térmica es reducida, la oscilación anual es de aproximadamente 4 °C con una temperatura media de 9 °C. Precipita durante todo el año siendo más lluvioso hacia el otoño.

## Fondeaderos y surgideros
Sobre la costa NW de la isla se encuentra puerto Henry, solo recomendable para buques pequeños y durante buen tiempo. El seno Barros Luco es un brazo de mar que se interna en la costa occidental de la isla por unas 14 millas y en el que se encuentran dos excelentes fondeaderos, puerto Errázuriz y puerto Pinto y varias caletas, este seno es muy traficado por los loberos.
Por su costa oriental hacia el canal Concepción se encuentran bahía Tom y el estero Henderson donde existen varios fondeaderos. Más al sur del seno anterior se encuentra puerto Señoret.

## Historia

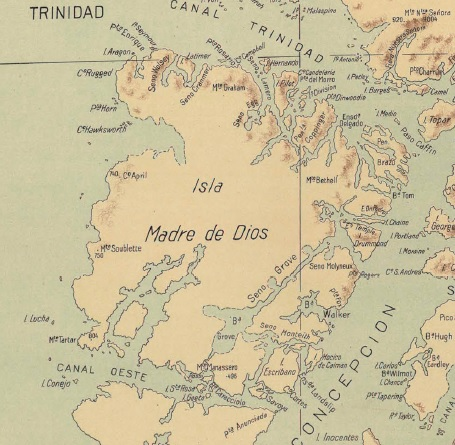
Isla Madre de Dios en el “Atlas Centenario” (1910), desarrollado por la Oficina de Mensura de Tierras del Gobierno de Chile dirigida por Luis Risopatrón con ayuda de los cartógrafos Nicanor Boloña y Luis Ossandón

A contar de 1520, con el descubrimiento del estrecho de Magallanes, pocas regiones han sido tan exploradas como la de los canales patagónicos. En las cartas antiguas la región de la Patagonia, entre los paralelos 48° y 50° Sur, aparecía ocupada casi exclusivamente por una gran isla denominada “Campana” separada del continente por el “canal de la nación Calén”, nación que se supuso existió hasta el siglo XVIII entre los paralelos 48° y 49° de latitud sur.
Desde mediados del siglo XX esos canales son recorridos con seguridad por grandes naves de todas las naciones, gracias a los numerosos reconocimientos y trabajos hidrográficos efectuados en esas peligrosas costas.
Por más de 6.000 años estos canales y sus costas han sido recorridas por los kawésqar, indígenas, nómades canoeros. Hay dos hipótesis sobre su llegada a los lugares de poblamiento. Una, que procedían del norte siguiendo la ruta de los canales chilotes y que atravesaron hacia el sur cruzando el istmo de Ofqui. La otra es que procedían desde el sur y que a través de un proceso de colonización y transformación de poblaciones cazadoras terrestres, procedentes de la Patagonia Oriental, poblaron las islas del estrecho de Magallanes y subieron por los canales patagónicos hasta el golfo de Penas. A comienzos del siglo XXI este pueblo había sido prácticamente aniquilado por la acción del hombre blanco.
En 2006 una expedición científica francesa halló en la isla, en la caverna llamada «Cueva del Pacífico», una cincuentena de pinturas rupestres realizadas por la cultura kawésqar. En enero de 2008, una expedición franco-chilena compuesta de espeleólogos, geólogos, arqueólogos y paleontólogos, viajó a la zona para investigar durante dos meses los vestigios del pueblo kawésqar en las cavernas de la isla y el cambio climático.